# Escuts i banderes de la Selva
Els escuts i banderes de la Selva són el conjunt d'escuts i banderes oficials dels municipis de la dita comarca catalana.
En aquest article s'hi inclouen els escuts i les banderes oficialitzats per la Generalitat des del 1981 per la conselleria de Governació què en té la competència.
Habitualment els diferents Consells Comarcals han creat, a fi de representar la comarca, algun escut oficial o oficiós. En el cas de la Selva això no ha estat així, per tant queda òrfena de qualsevol escut o distintíu.
No tenen escut ni bandera oficial: Amer, Fogars de la Selva, Sant Hilari Sacalm i Tossa de Mar.

## Escuts oficials

Anglès Aprovat el 18 de desembre de 1986.
Arbúcies Publicat al DOGC el 9 de juny de 1982.
Blanes Publicat al DOGC l'11 d'octubre de 1993.
Brunyola Aprovat el 22 de setembre de 1995.
Caldes de Malavella Aprovat el 6 de novembre de 1986.
la Cellera de Ter Aprovat el 10 de maig de 1993.
Hostalric Publicat al DOGC el 28 de juny de 1989.
Maçanet de la Selva Aprovat el 2 d'abril de 1993.
Massanes Aprovat el 2 d'abril de 1993.
Osor Aprovat el 18 de juliol de 1990.
Riells i Viabrea Aprovat el 18 de juliol de 1990.
Riudarenes Publicat al DOGC l'11 de maig de 2021.
Riudellots de la Selva Publicat al DOGC 30 de novembre de 2005.
Sant Feliu de Buixalleu Aprovat el 29 de setembre de 1994.
Sant Julià del Llor i Bonmatí Publicat al DOGC el 13 d'agost de 1990.
Santa Coloma de Farners Publicat al DOGC el 3 de febrer de 1993.
Sils Publicat al DOGC el 20 d'abril de 1994.
Susqueda Aprovat el 24 de maig de 1988.
Vidreres Aprovat el 26 d'octubre de 1992.
Vilobí d'Onyar Aprovat el 12 de gener de 1984.

## Banderes oficials

Arbúcies Publicada al DOGC el 21 d'abril de 1993.
Blanes Publicada al DOGC el 18 de gener de 1995.
Breda Publicada al DOGC el 19 de febrer de 1997.
Brunyola Publicada al DOGC el 14 de març de 2001.
Caldes de Malavella Publicada al DOGC el 18 de març de 1996.
Hostalric Publicada al DOGC el 3 de febrer de 1995.
Riells i Viabrea Publicada al DOGC el 22 de novembre de 2001.
Riudarenes Publicada al DOGC el 20 de juliol de 2022.
Riudellots de la Selva Publicada al DOGC el 23 de maig de 2007.
Sant Feliu de Buixalleu Publicada al DOGC el 8 d'agost de 2002.
Sant Julià del Llor i Bonmatí Publicada al DOGC el 20 d'abril de 1994.
Santa Coloma de Farners Publicada al DOGC el 20 d'abril de 1994.
Sils Publicada al DOGC el 25 de gener de 1995.
Vidreres Publicada al DOGC el 22 de gener de 1993.